# Marcos Ceará
Marcos Venâncio de Albuquerque (zumeist Ceará, seltener auch Marcos Ceará; * 16. Juni 1980 in Crato, Ceará) ist ein ehemaliger brasilianischer Fußballspieler.

## Karriere

### Karrierebeginn in der Heimat
Seine aktive Karriere als Fußballspieler begann der in der Stadt Crato im Bundesstaat Ceará geborene Marcos Venâncio de Albuquerque, der seinen Künstlernamen nach seinem Heimatbundesstaat gewählt hat, im Nachwuchsalter beim Lokalverein Grêmio Esportivo Osasco in der Stadt Osasco im Bundesstaat São Paulo. Zuvor hatte Ceará, der als achtes und auch jüngstes Kind seiner Eltern auf einer Farm in Crato geboren wurde, eine harte Zeit, weshalb er mit seiner Familie im Alter von zehn Jahren nach Osasco zog. Nach einigen Jahren im dortigen Nachwuchs kam er nach einer Sichtung im Jahre 1993 als 13-Jähriger schließlich zum Spitzenklub São Paulos, dem FC Santos, wo er mitunter auch in den Kader des Profiteams geholt wurde. Während er ab 1999 mit dem Profiteam mittrainierte – über etwaige Einsätze ist nichts bekannt – wurde Ceará des Öfteren auf Leihbasis zu anderen Vereinen gebracht. So folgte im Jahre 1999 unter anderem ein leihweiser Wechsel zum SE Gama. Danach kam er ab dem Jahre 2000 in der Staatsmeisterschaft von São Paulo bei der AA Portuguesa Santista zum Einsatz, die er im gleichen Jahr noch verließ, um auf als Leihspieler zum São José EC zu wechseln. Im Jahre 2001 folgte ein Wechsel in die Série A zum Santa Cruz FC, für den er in 19 torlosen Meisterschaftsspielen auflief. 2002 hatte er schließlich einen Kurzauftritt beim Botafogo FR, wo er allerdings auch nicht überzeugen konnte und noch in der laufenden Saison wieder abgegeben wurde. Sein nächster Verein sollte schließlich noch im selben Jahr der Coritiba FC werden, mit dem er auch seine ersten namhaften Erfolge feierte. Nach nur sechs torlosen Meisterschaftseinsätzen in der Série A 2002 folgten im Folgespieljahr 2003 gleich 26 Ligaauftritte, bei denen er auch einen Treffer erzielte. Zudem wurde er mit seiner Mannschaft in diesem Jahr auch Staatsmeister von Paraná.

### Über São Caetano zum SC Internacional
Nach diesen ersten wesentlichen Erfolgen im Klubfußball schaffte Ceará im Jahre 2004 den Sprung in den Profikader der AD São Caetano. Beim Verein aus der Großstadt São Caetano do Sul konnte er auf seine Erfolge mit Coritiba anschließen und holte sich mit dem Team zum Saisonabschluss den Staatsmeistertitel von São Paulo. In der Série A brachte es der gelernte Abwehrspieler, der bereits zu dieser Zeit vermehrt als linker, aber auch als rechter Außenverteidiger eingesetzt wurde, auf abermals 26 Einsätze und einen Treffer. Bereits 2005 folgte für den damals knapp 25-Jährigen ein Wechsel zum erfolgreichen Internacional Porto Alegre nach Porto Alegre, mit dem er auch einige der größten Erfolge in seiner bisherigen Karriere feierte. Dabei debütierte er am 25. Juni 2005 gegen den ebenfalls sehr erfolgreichen FC São Paulo, der noch im selben Jahr zum FIFA-Klub-Weltmeister gekürt wurde. Bis zum Saisonende kam Marcos Venâncio de Albuquerque so in insgesamt 13 Ligapartien zum Einsatz und gewann zudem mit der Mannschaft Staatsmeisterschaft von Rio Grande do Sul des Jahres 2005. Außerdem konnte er sich mit dem Team in der Série A zum Ende der Spielzeit auf dem zweiten Tabellenplatz einfinden und wurde so mit drei Punkten Rückstand auf Corinthians São Paulo Vizemeister der höchsten brasilianischen Fußballliga.
Seine jedoch erfolgreichste Saison beim Klub feierte er schließlich im Jahre 2006, als er mit dem Team gleich mehrere Titel gewann und zudem auch noch als Stammkraft in der Abwehrreihe von Internacional agierte. Dabei wurde er in 31 Meisterschaftsspielen eingesetzt und erzielte drei Tore. Zum Saisonende erreichte er mit der Mannschaft mit neun Punkten Rückstand auf den FC São Paulo abermals den zweiten Platz und stand auch im Endklassement der Staatsmeisterschaft von São Paulo auf dem zweiten Rang. Dennoch tat sich das Team um Ceará in der Copa Libertadores hervor, die man in der Spielzeit 2006 zum ersten Mal in der Vereinsgeschichte gewinnen konnte. Ceará, der bei Inter zumeist die Rückennummer 14 trug, wurde dabei ebenfalls in den beiden Finalspielen gegen den FC São Paulo eingesetzt. Während er im Hinspiel noch in der 56. Spielminute ausgewechselt und durch Wellington de Oliveira Monteiro ersetzt wurde, spielte er im entscheidenden Rückspiel über die volle Spieldauer durch. Im Laufe des gesamten Wettbewerbs wurde der 1,78 m große Abwehrspieler in zehn Partien eingesetzt, in denen ihm ein Treffer gelang. Durch den Sieg in der Copa Libertadores war das Team auch zur Teilnahme an der FIFA-Klub-Weltmeisterschaft 2006 in Japan beteiligt. Dabei durfte die Mannschaft als Mitglied der CONMEBOL zusammen mit dem FC Barcelona (UEFA) erst ab den Halbfinalbegegnungen in den Wettbewerb einsteigen. Dabei schaffte es das Team durch einen 2:1-Erfolg über Al-Ahly Kairo ins Finale, wo schließlich auch der FC Barcelona mit 1:0 besiegt wurde. Ceará war in dieser Begegnung über die volle Spieldauer im Einsatz.
2007 konnte die Mannschaft allerdings nicht mehr auf die Erfolge des Vorjahres anschließen. Der Sieg im Recopa Sudamericana blieb der einzige Titel für das Team in dieser Saison. In diesem Jahr wurde der gelernte Außenverteidiger noch in zehn Ligapartien (+ 1 Tor) eingesetzt, ehe er kurz darauf einen Wechsel nach Europa antrat. Dabei konnte er auf eine Bilanz von vier Treffern aus 55 Meisterschaftsspielen zurückblicken, wo er des Öfteren auch durch seine Abwehraktionen auffiel und durch sein Auftreten in der Copa Libertadores bzw. der Klub-WM auch internationale Vereine auf sich aufmerksam machte. Nachdem er in dieser Zeit bereits vielumworben war, aber auch gerade erst seinen Vertrag bei Inter bis 2011 verlängert hatte, sicherte sich der französische Erstligist Paris Saint-Germain das Talent des brasilianischen Abwehrspielers und verpflichtete ihn für eine Ablösesumme von kolportierten zwei bis zweieinhalb Millionen Euro. Beim französischen Hauptstadtklub unterzeichnete er einen Vertrag mit einer Laufzeit von drei Jahren.

### Aufstrebender Außenverteidiger bei Paris Saint-Germain

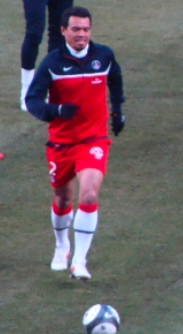
Ceará als Spieler von
Paris Saint-Germain (2010)

Sein Ligadebüt für Paris Saint-Germain gab Marcos Venâncio de Albuquerque, der in Frankreich auch oftmals Marcos Ceará genannt wird, am 16. September 2007 bei einem 2:1-Auswärtserfolg über die AS Monaco. Dabei wurde er noch in der 84. Spielminute für den Stürmer Amara Diané eingewechselt, war aber über die restliche Saison hinweg ständige Stammkraft in der Hintermannschaft des Pariser Klubs und wurde nur selten ein- bzw. ausgewechselt. Bereits bei seinem zweiten Meisterschaftseinsatz, einer 1:3-Heimniederlage gegen Stade Rennes am 6. Oktober 2007, erzielte er in der 57. Minute seinen ersten und auch einzigen Saisontreffer, als er nach Vorarbeit von David N’Gog zum 1:1-Ausgleich traf. Bis zum Saisonende war Ceará mit der Mannschaft über längere Zeit hinweg in den Abstiegskampf verwickelt, den man allerdings kurz vor Saisonende doch noch gewann. Der brasilianische Abwehrakteur wurde dabei in insgesamt 30 Meisterschaftspartien eingesetzt und agierte als eine der Stützen der Mannschaft. Obgleich der misslichen Lage in der Liga lief es in den beiden französischen Pokalbewerben nach Maß. So schaffte er es bei insgesamt fünf torlosen Einsätzen im französischen Ligapokal mit der Mannschaft bis ins Finale, wo man schließlich auch noch den RC Lens knapp mit 2:1 bezwang. Im französischen Fußballpokal der Spielzeit 2007/08 schafften es die Pariser ebenfalls bis ins Pokalfinale und schieden dort erst in der Verlängerung nach einem Tor von Sidney Govou gegen Olympique Lyon aus.
Auch 2008/09 brachte Ceará seine Leistungen und war einmal mehr die treibende Kraft in der Hintermannschaft von Paris Saint-Germain. Dabei wurde er bis zum Saisonende in beinahe jedem Ligaspiel eingesetzt, blieb in diesem Jahr jedoch torlos, aber machte mit vier Torvorlagen doppelt so viele wie noch in der vorhergegangenen Saison. Außerdem agierte er im UEFA-Pokal 2008/09, dem die Pariser ab der 1. Runde angehörten, als ein Garant mit seinen Torvorlagen. Bei insgesamt neun UEFA-Cup-Einsätzen, die er bis zum Ausscheiden seines Teams im Viertelfinale gegen Dynamo Kiew absolvierte, legte er drei Treffer für seine Teamkollegen auf. Nachdem die Mannschaft in der Liga wieder einen Aufschwung erlebte, dabei bis auf den sechsten Tabellenplatz vordrang und zudem nur knapp Europa-League-Quali bzw. -Play-off-Startplätze verpasste, ereilte dem Team im Coupe de France ein schnelles Ende und auch im Ligapokal kam man nicht über das Halbfinale hinaus. Nach einer titellosen Saison feierte PSG erst in der Spielzeit 2009/10 ihren nächsten Titel. Bereits im Sommer verlängerte Ceará seinen im Jahre 2010 auslaufenden Vertrag um weitere drei Jahre bis Sommer 2012. Die Saison 2009/10 verbrachte er bis auf einige Partien, bei denen er verletzungsbedingt fehlte, ein weiteres Mal als eine Stütze von PSG. Bis zum Saisonende konnte er so auf 29 Ligaeinsätze und einen Assist zurückblicken. Mit der Mannschaft rutschte er allerdings auf den 13. Tabellenplatz ab und war kurzzeitig sogar im Abstiegskampf vertreten. Obgleich der Leistungen in der Liga triumphierte das Team erneut in einem Pokalwettbewerb. Dabei gewannen die Pariser den französischen Fußballpokal 2009/10 und waren durch diesen für die Teilnahme an den Play-offs der UEFA Europa League 2010/11 beteiligt, wo die Mannschaft schließlich auf über längere Zeit vertreten war. Weitere Erfolge im Jahre 2010 waren die Finalteilnahme am französischen Supercup und am Turnier von Paris.
Nach anfänglich guter Phase erlitt Ceará in der Saison 2010/11 einen Leistungseinbruch, was unter anderem auch auf eine Verletzung zurückgeht, die er noch in der Anfangsphase der noch jungen Saison erlitt. Nachdem er anfangs immer über die volle Spieldauer agierte, bemühte er sich auch nach seiner Verletzung wieder als Stammkraft ins Team zu finden, was ihm mitunter auch gelang. Doch auch nachdem er wieder ins Team zurückgefunden hatte, kam er zum Teil nur mehr zu sporadischen Einsätzen und wurde gar im Februar 2011 nur noch als Ersatzspieler für wenige Minuten eingesetzt. Seinen bis dato (Stand: 30. März 2011) letzten Meisterschaftseinsatz absolvierte er am 27. Februar 2011 bei einem 2:1-Heimerfolg über den FC Toulouse. Zuvor brach er sich noch im November 2010 nach einem Ellbogenstoß ins Gesicht die Nase, weshalb er operiert werden musste und ebenfalls im Anschluss darauf ein Spiel der laufenden Saison versäumte. Vermehrt kam Ceará noch in der Europa League zum Einsatz, nachdem er mit dem Team nur knapp die Teilnahme mit einem Gesamtscore von 5:4 gegen Maccabi Tel Aviv fixierte, und sich im Anschluss in der Gruppenphase mit den Parisern als eine der besten Mannschaften etablierte. Erst im Achtelfinale folgte nach einem Gesamtscore von 2:3 gegen Benfica Lissabon das Ausscheiden aus dem laufenden Wettbewerb.

### Rückkehr in die Heimat
Nach fünf Jahren in Paris verließ Ceará den Verein. Er kehrte in seine Heimat zum Cruzeiro Esporte Clube aus Belo Horizonte zurück. Mit bestritt er von 2012 bis 2015 in verschiedenen Wettbewerben 125 Spiele und konnte die brasilianische Meisterschaft 2013 und 2014 gewinnen.
Anfang 2016 wechselte Ceará zum Ligakonkurrenten Coritiba FC. Noch im selben Jahr erfolgte der erneute Wechsel zum SC Internacional. Im August 2017 ging Ceará zu América Mineiro, einem Ligakonkurrenten in der Série B. Der Kontrakt erhielt eine Laufzeit bis zum Saisonende. Danach beendete er seine aktive Laufbahn.

## Erfolge

### Coritiba FC
- 1× Staatsmeister von Paraná: 2003

### AD São Caetano
- 1× Staatsmeister von São Paulo: 2004

### SC Internacional
- 2× Vizemeister der Série A: 2005 und 2006
- 1× Staatsmeister von Rio Grande do Sul: 2005
- 1× Vizestaatsmeister von Rio Grande do Sul: 2006
- 1× Sieger der Copa Libertadores: 2006
- 1× Sieger der Recopa Sudamericana: 2007
- 1× FIFA-Klub-Weltmeister: 2006

### Paris Saint-Germain
- 1× Französischer Ligapokalsieger: 2007/08
- 1× Französischer Pokalfinalist: 2007/08
- 1× Französischer Pokalsieger: 2009/10

### Cruzeiro EC
- Staatsmeisterschaft von Minas Gerais: 2014
- Campeonato Brasileiro: 2013, 2014

## Familie/Privates/Trivia
- Mit seiner Ehefrau Fernanda hat Ceará drei Kinder, zwei Töchter und einen Sohn.

- Neben Portugiesisch spricht Ceará auch fließend Französisch.

- Der wie viele Brasilianer sehr religiöse Fußballspieler ist neben seiner sportlichen Tätigkeit auch als protestantischer bzw. evangelischer Pfarrer aktiv.[7][8]